# Kínai papír
A kínai papírt főleg rézmetszetek nyomtatására használták. Anyaga puha és rendkívül tartós volt. Több fajtája létezett: Kína északi részén az eperfa háncsából, Fo-Kim tartományban fiatal bambusznádból, míg Kiang-Nam területén selyemgubó-hulladékból készítették. A papír felülete ezüstösen csillogott, ami annak a faggyús-timsós keveréknek volt köszönhető, amivel beecsetelték.